# Gheorghe Grozav
Gheorghe Teodor Grozav (Alba Iulia, 29 settembre 1990) è un calciatore rumeno, attaccante del Petrolul Ploiești.

## Palmarès

### Club

#### Competizioni nazionali
- Coppe del Belgio: 1

Standard Liegi: 2010-11
- Coppa di Romania: 1

Petrolul Ploiești: 2012-13